# Kárpátalja földrajzi fekvése
Kárpátalja (ukránul Закарпатська область, vagyis „Kárpátontúli terület”) Ukrajna nyugati, Magyarországgal, Szlovákiával, Romániával és egy kis szakaszon Lengyelországgal szomszédos régiója. A térség sok tekintetben eltér Ukrajna többi vidékétől. Ez leginkább annak a következménye, hogy bár lakosságának nagy részét a ruszin nemzetiségűek (kárpát-ukrán) teszik ki, a második világháborúig Kárpátalja Ukrajnától függetlenül fejlődött, mintegy ezer esztendeig Magyarország, majd a trianoni békeszerződés után Csehszlovákia, illetve 1945-től 1991-ig a Szovjetunió ukrajnai részeként.

## Földrajzi fekvés
Kárpátalja (Закарпатська область, Закарпаття) Ukrajna nyugati részén helyezkedik el. Területe 12 800 km². Legnagyobb kiterjedése keletről – nyugatra 190 km, északról – délre 90 km. Négy országgal határos: északon Lengyelországgal 33,4 km-es szakaszon, nyugaton Szlovákiával 98,9 km, délen Magyarországgal 130 km és Romániával 205,4 km. A Kárpátok bércein a Lvivi (Lembergi) (85 km) és az Ivano-frankivszki területekkel (180 km) szomszédos. Szélső pontjai: északon: ÉSz. 49°06' és KH. 22°35' (Keleti-Beszkidek, Patkófalu, Nagybereznai járás), délen: ÉSz. 47°53' és KH. 24°18' (Terebesfejérpataktól 6 km-re, Rahói járás), keleten: ÉSz. 48°04' és KH. 24°38' (Fekete-hegy, Lonka községtől 12 km-re, Rahói járás), nyugaton: ÉSz. 48°27' és KH. 22°09' (1,5 km-re Tiszasalamontól, Ungvári járás). Legnagyobb szélessége észak-déli irányban 135 km, legnagyobb hosszúsága kelet-nyugat irányban közel 205 km. Kárpátalja földrajzi középpontja a Kuk-hegycsúcs közelében található (Kis-Kakukk, Szolyvai járás; ÉSz. 48°30' és KH. 23°23').
Kárpátalja határai részben természetesek, részben mesterségesek. Északkeleti határa a Kárpátok vízválasztó vonalát követi, amely a Tisza vízrendszerét különíti el a Dnyeszter és a Prut vízgyűjtő területétől. A gerincen át a közútvonalak a hágókon keresztül haladnak, amelyek közül a legfontosabbak az Uzsoki- (889 m), a Vereckei- (841 m), Toronyai- (931 m) és a Tatár-hágó (961 m). Hegygerinceken húzódik a lengyel határ egésze és a szlovák és román határ egy része is. Természetes határt képez egyes szakaszain a Tisza román és magyar viszonylatban. Az ukrán-szlovák, az ukrán-magyar és az ukrán-román határ jelentős része mesterséges, vagyis nem köthető semmilyen természetföldrajzi egységhez.
Kárpátalja fekvésének pozitívumai, hogy Európa közepén helyezkedik el; területén fontos közutak, vasutak, csővezetékek és villamosvezetékek húzódnak, amelyek Ukrajnát a közép-európai országokkal kötik össze; négy országgal határos, amelyek fejlettebbek Ukrajnánál és Európai Uniós tagok. Negatívumai, hogy az országon belül periférikus helyzetet foglal el, a fővárostól több mint 800 km-re található; távol van a tengerpartoktól, távol esik az ukrajnai iparvidékektől.
A mai Kárpátalja területe 1918-ig a történelmi Magyarország része volt. Addig Kárpátalja mint önálló történelmi-földrajzi egység nem létezett. Mai területe hat vármegye területéhez tartozott: Ung, Ugocsa, Bereg, Máramaros, Szabolcs és Szatmár.